# Jean du Pré
Jean du Pré, né Jean Larcher et également connu sous le nom de Johannes Du Pre ou Joannes de Prato (?- 1504 ?), est un imprimeur français de la fin du XVe siècle. Installé à Paris, Du Pré se déplace également pour imprimer des ouvrages dans des villes de province comme Chartres et Abbeville. Son frère Étienne Larcher, qui travaille à Nantes, est également imprimeur.